# フロイド・メイウェザー・ジュニア 対 マルコス・マイダナ第2戦
フロイド・メイウェザー・ジュニア 対 マルコス・マイダナ第2戦（フロイド・メイウェザー・ジュニア たい マルコス・マイダナだい2せん）は、2014年9月13日にアメリカ合衆国ネバダ州ラスベガスのMGMグランド・ガーデン・アリーナで開催されたプロボクシングの試合。イベント名は『メイヘム(大混乱)』。2014年5月3日に行われた第1戦の結果を踏まえたダイレクトリマッチ。前座にはWBC世界スーパーミドル級王者レオ・サンタ・クルスが元スパーリングパートナーを迎えた防衛戦と、番狂わせになったIBF世界ライト級王者ミゲル・バスケスvsミッキー・ベイとの試合を、元世界2階級制覇王者ウンベルト・ソトとジョン・モリーナ・ジュニアのサバイバル戦が行われた。ショウタイムが試合をペイ・パー・ビューで生中継した。

## 放映カード
- WBC世界スーパーミドル級王者レオ・サンタ・クルスvsWBC世界バンタム級12位マヌエル・ローマン
- IBF世界ライト級王者ミゲル・バスケスvs13位ミッキー・ベイ
- ウンベルト・ソトvsジョン・モリーナ・ジュニア
- ジェームス・デ・ラ・ロサvsアルフレド・アングロ

## 後日放送カード
- ケビン・ニューマンvsアザマト・ウマルゾラ
- ファビアン・マイダナvsジャレッド・テール
- ウィルベス・ロペスvsダミアン・ソーサ
- アンドリュー・タビティーvsカレブ・クループメント